# 豊田博臣
豊田 博臣（とよた ひろおみ、1954年12月11日 - ）は、日本の俳優・映像監督。日本映画監督協会会員。大阪府出身Act Studio 所属。

## 監督作品及び製作協力作品
映画監督作品
•新極道の妻たち•華麗なる抗争　主演•監督
•極道の女たち•地獄の道ずれ　主演•監督
- 殺人日記 （2011年）脚本・監督
- 斑女（2012年）脚本・監督
- 怪盗少女NEZUMI （2012年）脚本・監督
- ハーフブラッドバンパイア（2009年）脚本・監督
- くノ一妖魔斬り（2010年）脚本・監督
- 忍風くの一伝説紅蓮（2021年）脚本・監督
- 殺人日記+R （2019年）脚本・監督
- 誰がために （2020年）脚本・監督
- 日没学園の鬼百合先生（2020年）

製作協力•プロデューース作品
- 今日から俺は・テレビドラマ
- 義母と娘のブルース・テレビドラマ
- 仰げば尊し・テレビドラマ
- 水戸黄門・BSテレビドラマ
- ウロボロス・テレビドラマ
- 鬼平犯科帳 THE FINAL 前編 五年目の客
- 荒ぶる魂・映画
- 多十郎殉愛記・中島貞夫監督作品・映画
- 輪違屋糸里・映画
- 許されざる者・映画・津軽弁方言指導
- NHK歴史探偵
- LEGEND＆BUTTERFLY・大友啓史監督作品・映画
- BADLANDS・原田眞人監督作品・美術応援スタッフ
- 新鬼平犯科帳・山下智彦監督作品
- 身代わり忠臣蔵・河合勇人監督作品
- 夜へ・for night・中田圭監督作品プロデューサー
- ひとつの空・パート1・パート2・映画・プロデューサー
- ホリデイ〜江戸の休日〜（2023年1月〈予定〉、テレビ東京）プロデューサー
- キッチン革命
- ひとつの空・Ver.3新たなる旅立ち・映画・プロデューサー
- つぎとまります・片岡れいこ監督作品
- 室町無頼・入江悠監督作品
- 大岡越前７・NHKBSプレミアム

他に卒園、卒業ビデオ、MV、PV、各種イベント、結婚式、同窓会の映像制作など実績多数あり

## 経歴
テレビのバラエティー番組の制作会社を経て1994年から俳優業に転身。
以降数々のドラマでエキストラを自ら務めながらエキストラ会社を設立。
2008年Act Studio を立ち上げ、俳優、女優の育成にあたる傍ら自らも俳優として映画、ドラマに出演している。Act Studio のレッスンの一環として自ら脚本を書き、監督、撮影編集して動画制作や殺陣の指導もしている。
京都映画活性化プロジェクトの代表として、京都での映画撮影の誘致を推進し、中田圭監督の作品などを京都で撮影、門川京都市長への表敬訪問なども精力的に行っている。
YouTubeではAct Studio チャンネルでレッスン生たちの演技レッスンのために自ら脚本、撮影などをしてドラマや各種レポート番組などを製作、公開している。
また、イベント企画も、南禅寺桜鶴苑、壬生寺、京都ヘリポートなど京都活性化プロジェクト代表としてきもの文化普及プロジェクトやファッションショーなど多数開催している。
チェアレスク®と殺陣のコラボイベントC3に力を入れ大阪のグランドサロン十三で第1回開催、第2回東京開催を成功させている。
また障害者スポーツ応援プロジェクトfightのウエストチェアマンとして京都活性化の活動にも力を入れている。
映画、テレビ番組製作会社である株式会社ボーダレスナインの取締役、また自主映像監督としても活動しており、コンスタントに自主映画作品を発表。大阪十三のミニシアター、シアターセブンで定期的に上映会を行っている。2020年腎臓がん、膀胱がんが発症、現在も治療しながら活動している。
2022年には長岡京市タイムスリップ写真コンテスト受賞と、海と日本・うみぽす2022のインスタ部門で優秀作品に選ばれている。
保育所の記録映像、各種PVなどの撮影も格安でしている。日本映画監督協会会員。

## 出演

### 映画
- CHARON (2004年)高橋玄監督　ホテトルの客役

　2005年夕張国際映画祭 ファンタランド大賞受賞、ドイツ・マンハイム・ハイデルベルク国際映画祭正式出品、フランス・ドービルアジア国際映画祭正式出品、クロアチア・スプリト国際映画祭正式招待
- Left-Handed（2004年10月21日）ハリウッド映画
- JINGI 仁義（1991年、東映） - 関東証券増山役
- モウ翔ブ夢ハ見ナイ（2002年） - タクシー運転手 役
- 仔犬ダンの物語（2002年、東映） - 現場監督 役
- 難波金融伝・ミナミの帝王シリーズ（1993年、ヒーロー）27・取立て屋役 49- 債権者役　53・工員役
- 行動隊長伝 血盟（2003年、ケイエスエス）- 麻雀屋の親父　役
- 新・日本の首領 （2004年、シネマパラダイス） - 大阪府警堺西署太田刑事役
- 岸和田少年愚連隊・ゴーイングマイウェイ - たこ焼き屋の親父　役
- 伝説のやくざ・最後の博徒（2003年）辻裕之監督ー博打の導師役
- 新・影の軍団 第参章 （2004年、シネマパラダイス）- 根来忍者役
- 実録・柳川組3 柳川次郎伝説 -完結-（2003年3月28日）組長役
- 鬼哭KIKOKU（2003年2月25日、安藤章第1回プロデュース作品、三池崇史監督）- 麻雀屋の親父役
- イントゥザサン(2005年)ハリウッド映画　スティーブン・セーガル主演　組員役
- 北海水滸伝 484ブルース〜伝説・枯木のバラ〜（2004年） - テキ屋組員　役
- 「MURAMASA ムラマサ」シリーズ（2004年5月 - 2007年2月、松竹） - 科捜研銃器鑑定士役
- 鉄(くろがね) 極道・高山登久太郎の軌跡（2004年） - 新聞記者 役
- 死刑確定シリーズ（2004年9月 - 2006年8月、東映ビデオ、RIKIプロジェクト）全5作 - 捜査一課刑事役
- 炎と氷（2004年12月25日公開、GPミュージアムソフト）-競馬呑み屋の客　役
- 幻覚（2005年、RIKIプロジェクト）- テルの親父役
- IZO（2004年、チームオクヤマ） - 貴族のゾンビ役
- 民事介入暴力 非合法領域 シリーズ（2002年 - 2004年）Part3 捜査一課刑事役
- 許されざる者（監督：三池崇史、2003年）組員役
- ムーンライト・ジェリーフィッシュ（2004年8月7日公開、ポニーキャニオン） - 船木警部補役
- 実録・竹中正久の生涯 荒らぶる獅子（2003年、GPミュージアム） - 直参組長役
- 極道甲子園（2004年）リキプロジェクト - 組長役
- 銭道 1 - 6（2004年 - 2005年） - 運送会社社長佐伯浩司役
- BRAVE HEARTS 海猿（2012年）ジャンボ機の乗客役
- ギミー・ヘブン（2005年1月14日公開、アートポート） - 'ホテトルの客' 役
- 無限の住人（2017年、監督：三池崇史）旅の坊主役
- 止められるか、俺たちを（白石和彌監督、2018年） - ジャズ喫茶の客役
- れいこいるか(2019)野田太郎役
- TOKYO24(2017年)黒田衆議院議員役
- Revive by TOKYO24(2018年)黒田衆議院議員役
- 夜へ・for night(2022年)紙漉き職人萩岩利蔵役
- ひとつの空・パート１(2022年)森田省吾役

### テレビドラマ
- 開局60周年記念ドラマ JIN-仁- 完結編（2011年4月17日 - 6月26日）大工の棟梁役
- 月曜ミステリー劇場「弁護士・猪狩文助」1 - 5（2001年4月 - 2003年8月、TBS 第三作罪を逃れて笑う奴　弁護士役
- カリスマ占い師殺人鑑定 - 占い師の客　役
- 十津川警部夫人の旅情殺人推理 - 板前足立役　第1作
- 真実一路（2003年、東海テレビ） - 飲み屋の主人　役・準レギュラー
- 弁護士迫まり子の遺言作成ファイル5 告発　選挙応援者　役
- 金曜エンタテイメント 京都食い道楽!古本屋探偵ミステリー２（2002年、2004年、フジテレビ） - ホームパーティーの参加者役
- 山村美紗サスペンス 赤い霊柩車シリーズ（計38作）（1992年 ‐ ） - 38・43・50 観光客役
- DOCTORS〜最強の名医〜3(2011年）医師役（テレビ朝日）
- 放課後はミステリーとともに 最終話（TBS）
- 救急救命士・牧田さおり 3（2004年8月28日）会社役員役
- GTO（2012年7月 - 9月、関西テレビ） - 電車の運転士　役
- ハンチョウ テレビドラマ| フィリピンバーの客役
- 仕置き代理人 鏡俊介の痛快事件簿（2005年、フジテレビ） - 報道関係者役
- 水戸黄門（2017年10月8日 - 12月6日、2019年5月19日 - BS-TBS）農民役
- 吉永誠一・絵が殺した　贋作画家役
- 第一級殺人弁護3 検事後藤康太役
- 義母と娘のブルース(2018年）通行人役
- 大岡越前第6シリーズ最終話　NHKBSプレミアム　めし屋の親父役
- 十万分の一の偶然(2019年)飛行機内の乗客役
- SCRUMエピソード０（2024年中田圭監督）地主役

### 舞台
- 和書衣・竹取物語　脚本・演出・舞台監督　国立文楽劇場
- レ・ミゼラブル　ミリエル司教役　ケリヤホール